# Parafia Nawiedzenia Najświętszej Maryi Panny w Gudogajach
Parafia Nawiedzenia Najświętszej Maryi Panny w Gudogajach – rzymskokatolicka parafia znajdująca się w diecezji grodzieńskiej, w dekanacie Ostrowiec, na Białorusi.
Kościół parafialny jest sanktuarium maryjnym. Znajduje się tu uważany za cudowny obraz Matki Bożej Gudogajskiej, 15 lipca 2007 koronowany koronami papieskimi przez emerytowanego arcybiskupa mińsko-mohylewskiego kard. Kazimierza Świątka.
Parafia posiada kaplicę filialną Bożego Miłosierdzia we wsi Łosza.

## Historia
Pierwszy kościół w Gudogajach fundacji Ludwiki Anny z Sulistrowskich Koziełło Poklewskiej (Woyny) i Józefa Woyny powstał w 1735. Już wcześniej znajdował się tu łaskami słynący obraz Matki Bożej. W 1763 powstał tu klasztor karmelitów bosych, a rok później nowy kościół. W 1777 została erygowana parafia. Przy klasztorze zakonnicy prowadzili szpital dla ubogich i szkołę dla sierot.
W 1832 w wyniku represji popowstaniowych władze carskie skasowały klasztor i zamknęły kościół. Parafia została przywrócona w 1906. W 1907 do Gudogajów powrócił obraz Matki Bożej, który od 1832 był w Oszmianie.
W latach międzywojennych parafia leżała w archidiecezji wileńskiej, w dekanacie Oszmiana. Istniał wówczas plan rozbudowy kościoła, niezrealizowany z powodu wybuchu II wojny światowej.
W czasach komunizmu parafia działała do śmierci proboszcza ks. Adama Wojciechowskiego w 1973. W późniejszych latach pozostawała bez kapłana. W 1990 parafię ponownie objęli karmelici bosi.